# مقاطعة سكوتلاند (كارولاينا الشمالية)
مقاطعة سكوتلاند (بالإنجليزية: Scotland County)‏ هي إحدى مقاطعات ولاية كارولاينا الشمالية في الولايات المتحدة الأمريكية. مركز المقاطعة أو مقعدها هي مدينة لورينبرغ. تأسست هذه المقاطعة سنة 1899.أصل هذه المقاطعة يأتي من: مقاطعة ريتشموند.